# 布拉格表演艺术学院
布拉格表演艺术学院 (捷克語：Akademie múzických umění v Praze, AMU) 是位于捷克布拉格市中心的一所大学，专门研究音乐、舞蹈、戏剧、电影、电视和多媒体，是捷克共和国最大的艺术学校，拥有350多名教育工作者和研究人员，以及1500名学生。

## 院系
布拉格表演艺术学院开设学士、硕士、博士课程，并进行艺术研究，部分院系还进行艺术史和理论研究，有两个跨学院的教学设施：一个语言中心和一个体育、康复和运动中心，由三个学院组成：
- 布拉格表演艺术学院电影电视学院（FAMU）
- 布拉格表演艺术学院音乐与舞蹈学院（HAMU）
- 布拉格表演艺术学院戏剧学院（DAMU）